# Olympische Jugend-Sommerspiele 2010/Teilnehmer (Dominica)
| Gelbes Symbol für Goldmedaillen mit stilisierten Olympischen Ringen | Graues Symbol für Silbermedaillen mit stilisierten Olympischen Ringen | Braundes Symbol für Bronzemedaillen mit stilisierten Olympischen Ringen |
| ------------------------------------------------------------------- | --------------------------------------------------------------------- | ----------------------------------------------------------------------- |
| —                                                                   | —                                                                     | —                                                                       |

Die Jugend-Olympiamannschaft aus Dominica für die I. Olympischen Jugend-Sommerspiele vom 14. bis 26. August 2010 in Singapur bestand aus drei Athleten.

## Athleten nach Sportarten

### Leichtathletik
| Mädchen - Tabique Lockhart 400 m: 19. Platz - Kaysanda Alexander 1000 m: 28. Platz | Jungen - Simon Lawrence 400 m: 15. Platz |